# Oblutje
Oblutje (russisk: Облучье) er en by i den Jødiske autonome oblast i den fjernøstlige del af Rusland. Den har et indbyggertal på 7.831 (2023) indbyggere.
Oblutje er beliggende ved floden Khingan, der er en biflod til floden Amur. Den ligger ca. 159 km vest for oblastens hovedby Birobidzjan, ved grænsen til Amur oblast.
Byen har en jernbanestation, der er standsningssted på Den transsibiriske jernbane.